# Bắc Sơn, Thuận Bắc
Bắc Sơn là một xã thuộc huyện Thuận Bắc, tỉnh Ninh Thuận, Việt Nam.

## Địa lý
Xã Bắc Sơn nằm ở phía đông nam huyện Thuận Bắc, có vị trí địa lý:
- Phía đông và phía nam giáp huyện Ninh Hải
- Phía tây giáp xã Bắc Phong
- Phía bắc giáp các xã Lợi Hải và Công Hải.

Xã có diện tích 62,29 km², dân số năm 2019 là 8.926 người, mật độ dân số đạt 143 người/km².

## Lịch sử
Xã Bắc Sơn được thành lập vào ngày 7 tháng 7 năm 2005 trên cơ sở 6.280 ha diện tích tự nhiên và 5.954 người của xã Phương Hải thuộc huyện Ninh Hải.